# Cériel Desal
Cériel Desal (né le 20 octobre 1999 à Roulers) est un coureur cycliste belge, membre de l'équipe Bingoal WB.

## Biographie
Cériel Desal est originaire de Roulers. Il est le petit-fils de Benoni Beheyt, champion du monde sur route en 1963,. Son cousin Guillaume Van Keirsbulck est également coureur cycliste. 
Chez les juniors, il obtient deux tops dix lors de courses internationales. Il évolue ensuite au sein de la structure EFC-L&R-Vulsteke entre 2018 et 2021. Durant cette période, il décroche diverses places d'honneur dans des interclubs belges. Il brille par ailleurs sur des compétitions amateurs en France. 
Il passe finalement professionnel en 2022 au sein de l'équipe Bingoal Pauwels Sauces WB, après y avoir été stagiaire. Avec cette formation, il se distingue sur le ZLM Tour en terminant huitième d'une étape et dixième du classement général. En 2023, on le retrouve souvent présent à l'avant de la course. Ses échappées lui permettent notamment de finir deuxième du classement de la montagne au Tour de Wallonie.
Il se fait remarquer au printemps 2025 pour une belle échappée sur la Fleche Wallonne. 

## Palmarès et résultats

### Par année
- 2017
  - 2e du Trophée des Flandres
  - 3e du Keizer der Juniores
- 2018
  - 2e de La Gainsbarre
  - 2e du Mémorial Danny Jonckheere
- 2019
  - 3e du championnat de Flandre-Occidentale du contre-la-montre espoirs
  - 3e du championnat de Flandre-Occidentale sur route espoirs
- 2021
  - 2e du Grand Prix Rik Van Looy
  - 2e de la Gullegem Koerse
  - 3e du Grand Prix Color Code
  - 3e des Boucles de l'Austreberthe
  - 3e du Mémorial Danny Jonckheere
- 2024
  - 2e du Grand Prix de Denain
- 2025
  - 2e de la Ruddervoorde Koerse
  - 3e du Grand Prix Vermarc

### Classements mondiaux
| Année                                 | 2021  | 2022  | 2023  | 2024 |
| ------------------------------------- | ----- | ----- | ----- | ---- |
| Classement mondial                    | 2339e | 1057e | 2025e | 445e |
| UCI Europe Tour                       | 1561e | 756e  | nc    | nc   |
|                                       |       |       |       |      |
| Légende : nc = non classéSource : UCI |       |       |       |      |